# (11446) Betankur
(11446) Betankur es un asteroide perteneciente al cinturón de asteroides, descubierto el 9 de octubre de 1978 por Tamara Mijáilovna Smirnova desde el Observatorio Astrofísico de Crimea (República de Crimea).

## Designación y nombre
Fue nombrado Betankur en honor al ingeniero e inventor español Agustín de Betancourt, quien desarrolló máquinas de vapor, globos aerostáticos, se dedicó a la ingeniería estructural y el planeamiento urbanístico. Los últimos dieciséis años de su vida trabajó en Rusia.

## Características físicas
- Magnitud absoluta 13.1
- Distancia del perihelio (UA) 2.4582899
- Inclinación de la órbita (°) 0.88175
- Excentricidad de la órbita 0.1968936